# Melinaea clara
Melinaea clara är en fjärilsart som beskrevs av Rosenberg och Talbot 1914. Melinaea clara ingår i släktet Melinaea och familjen praktfjärilar. Inga underarter finns listade i Catalogue of Life.